# Iasînînîci (Verhivsk), Rivne
Iasînînîci (în ucraineană Ясининичі) este un sat în comuna Verhivsk din raionul Rivne, regiunea Rivne, Ucraina.

## Demografie
Componența lingvistică a localității Iasînînîci
     Ucraineană (98,74%)
     Rusă (1,26%)
Conform recensământului din 2001, majoritatea populației localității Iasînînîci era vorbitoare de ucraineană (98,74%), existând în minoritate și vorbitori de rusă (1,26%).